# Campionati del mondo di mountain bike 2013
I Campionati del mondo di mountain bike e trial 2013 (en.: 2013 UCI Mountain Bike & Trials World Championships), ventiquattresima edizione della competizione, si disputarono a Pietermaritzburg, in Sudafrica, tra il 26 agosto e il 1º settembre, e a Leogang, in Austria, tra il 20 e il 21 settembre.

## Eventi
Nell'evento di Pietermaritzburg si è gareggiato in tre discipline della mountain bike, cross-country, downhill e cross-country eliminator, e nel trial (20 e 26"). Il successivo evento di Leogang, con le due gare di four cross, ha completato il programma. Sono di seguito riportate le date degli eventi (finali o gare uniche) che hanno assegnato le medaglie.

### Cross country
Mercoledì 28 agosto
- Staffetta a squadre

Giovedì 29 agosto
- Donne Junior
- Uomini Junior

Venerdì 30 agosto
- Donne Under-23
- Uomini Under-23

Sabato 31 agosto
- Donne Elite
- Uomini Elite

Domenica 1º settembre
- Eliminator Donne
- Eliminator Uomini

### Downhill
Venerdì 30 agosto
- Donne Junior
- Uomini Junior

Domenica 1º settembre
- Donne Elite
- Uomini Elite

### Trial
Venerdì 30 agosto
- Donne
- Uomini Junior 20"
- Uomini Elite 20"

Sabato 31 agosto
- Uomini Junior 26"
- Uomini Elite 26"

### Four cross
Sabato 21 settembre
- Uomini
- Donne

## Medagliere
| Pos.   | Nazione       | Oro | Argento | Bronzo | Totale |
| ------ | ------------- | --- | ------- | ------ | ------ |
| 1      | Spagna        | 3   | 1       | 2      | 6      |
| 1      | Svizzera      | 3   | 1       | 2      | 6      |
| 3      | Gran Bretagna | 3   | 1       | 1      | 5      |
| 4      | Francia       | 2   | 7       | 4      | 13     |
| 5      | Australia     | 2   | 2       | 4      | 8      |
| 6      | Italia        | 2   | 1       | 1      | 4      |
| 7      | Germania      | 1   | 3       | 3      | 7      |
| 8      | Belgio        | 1   | 0       | 1      | 2      |
| 9      | Slovacchia    | 1   | 0       | 0      | 1      |
| 9      | Stati Uniti   | 1   | 0       | 0      | 1      |
| 9      | Sudafrica     | 1   | 0       | 0      | 1      |
| 9      | Svezia        | 1   | 0       | 0      | 1      |
| 13     | Austria       | 0   | 2       | 0      | 2      |
| 14     | Canada        | 0   | 1       | 0      | 1      |
| 14     | Polonia       | 0   | 1       | 0      | 1      |
| 14     | Rep. Ceca     | 0   | 1       | 0      | 1      |
| 17     | Argentina     | 0   | 0       | 1      | 1      |
| 17     | Paesi Bassi   | 0   | 0       | 1      | 1      |
| 17     | Ucraina       | 0   | 0       | 1      | 1      |
| Totale | Totale        | 21  | 21      | 21     | 63     |

## Sommario degli eventi
| Eventi                       | Oro                                              | Tempo                     | Argento                               | Tempo   | Bronzo                                       | Tempo    |
| Cross-country                |                                                  |                           |                                       |         |                                              |          |
| Uomini Elite dettagli        | Nino Schurter Svizzera                           | 1h40'17" Media 19,68 km/h | Manuel Fumic Germania                 | a 7"    | José Antonio Hermida Spagna                  | a 21"    |
| Uomini Under-23 dettagli     | Gerhard Kerschbaumer Italia                      | 1h28'55" Media 19,03 km/h | Julian Schelb Germania                | a 58"   | Michiel van der Heijden Paesi Bassi          | a 1'24"  |
| Uomini Junior dettagli       | Lukas Baum Germania                              | 1h20'06" Media 17,60 km/h | Peter Disera Canada                   | a 42"   | Gioele Bertolini Italia                      | a 1'02"  |
| Donne Elite dettagli         | Julie Bresset Francia                            | 1h42'54" Media 16,44 km/h | Maja Włoszczowska Polonia             | a 5"    | Esther Süss Svizzera                         | a 1'06"  |
| Donne Under-23 dettagli      | Jolanda Neff Svizzera                            | 1h25'44" Media 16,45 km/h | Pauline Ferrand-Prévot Francia        | a 2'26" | Yana Belomoyna Ucraina                       | a 2'45"  |
| Donne Junior dettagli        | Alessandra Keller Svizzera                       | 1h18'24" Media 14,39 km/h | Émilie Collomb Italia                 | a 46"   | Sarah Bauer Germania                         | a 1'01"  |
| Staffetta a squadre dettagli | Italia Fontana, Bertolini, Lechner, Kerschbaumer | 58'12" Media 19,38 km/h   | Francia Sarrou, Gay, Bresset, Marotte | s.t.    | Germania Schulte-Lünzum, Egger, Klein, Fumic | a 2'21"  |
| Cross-country eliminator     |                                                  |                           |                                       |         |                                              |          |
| Uomini dettagli              | Paul Van Der Ploeg Australia                     |                           | Daniel Federspiel Austria             |         | Catriel-Andres Soto Argentina                |          |
| Donne dettagli               | Alexandra Engen Svezia                           |                           | Jolanda Neff Svizzera                 |         | Linda Indergand Svizzera                     |          |
| Downhill                     |                                                  |                           |                                       |         |                                              |          |
| Uomini Elite dettagli        | Greg Minnaar Sudafrica                           | 3'58"058                  | Michael Hannah Australia              | a 0"396 | Jared Graves Australia                       | a 3"333  |
| Uomini Junior dettagli       | Richard Rude Jr. Stati Uniti                     | 4'06"640                  | Loris Vergier Francia                 | a 5"727 | Michael Jones Regno Unito                    | a 7"403  |
| Donne Elite dettagli         | Rachel Atherton Regno Unito                      | 4'28"043                  | Emmeline Ragot Francia                | a 8"632 | Tracey Hannah Australia                      | a 12"395 |
| Donne Junior dettagli        | Tahnee Seagrave Regno Unito                      | 4'52"001                  | Danielle Beecroft Australia           | a 7"512 | Tegan Molloy Australia                       | a 19"448 |
| Four cross                   |                                                  |                           |                                       |         |                                              |          |
| Uomini dettagli              | Joost Wichman Paesi Bassi                        |                           | Michael Mechura Rep. Ceca             |         | Quentin Derbier Francia                      |          |
| Donne dettagli               | Caroline Buchanan Australia                      |                           | Katy Curd Gran Bretagna               |         | Céline Gros Francia                          |          |

| Eventi                     | Oro                             | Penalità | Argento                                                  | Penalità | Bronzo                                            | Penalità |
| Trial                      |                                 |          |                                                          |          |                                                   |          |
| Uomini Elite 26" dettagli  | Vincent Hermance Francia        | 14 p.ti  | Gilles Coustellier Francia                               | 19 p.ti  | Kenny Belaey Belgio                               | 26 p.ti  |
| Uomini Elite 20" dettagli  | Abel Mustieles Spagna           | 12 p.ti  | Aurelien Fontenoy Francia                                | 28 p.ti  | Benito Ros Spagna                                 | 30 p.ti  |
| Uomini Junior 26" dettagli | Jack Carthy Regno Unito         | 1 p.ti   | Nils-Obed Riecker Germania                               | 14 p.ti  | Jeremy Descloux Francia                           | 32 p.ti  |
| Uomini Junior 20" dettagli | Bernat Seuba Spagna             | 18 p.ti  | Thomas Pechhacker Austria                                | 31 p.ti  | Alex Rudeau Francia                               | 32 p.ti  |
| Donne dettagli             | Tatiana Janockova Slovacchia    | 8 p.ti   | Gemma Abant Spagna                                       | 8 p.ti   | Janine Jungfels Australia                         | 17 p.ti  |
| Gara a squadre dettagli    | Spagna Seuba, Ros, Roura, Abant | 447 p.ti | Francia Rudeau, Fontenoy, Descloux, Coustellier, Porcher | 399 p.ti | Germania Krell, Mrohs, Sandritter, Herrmann, Wesp | 350 p.ti |